# Noirmoutier-en-l'Île
Noirmoutier-en-l'Île är en kommun i departementet Vendée i regionen Pays de la Loire i västra Frankrike. Kommunen ligger i kantonen Noirmoutier-en-l'Île som tillhör arrondissementet Les Sables-d'Olonne. År 2022 hade Noirmoutier-en-l'Île 4 502 invånare.

## Befolkningsutveckling
Antalet invånare i kommunen Noirmoutier-en-l'Île
| Referens: INSEE |

## Galleri

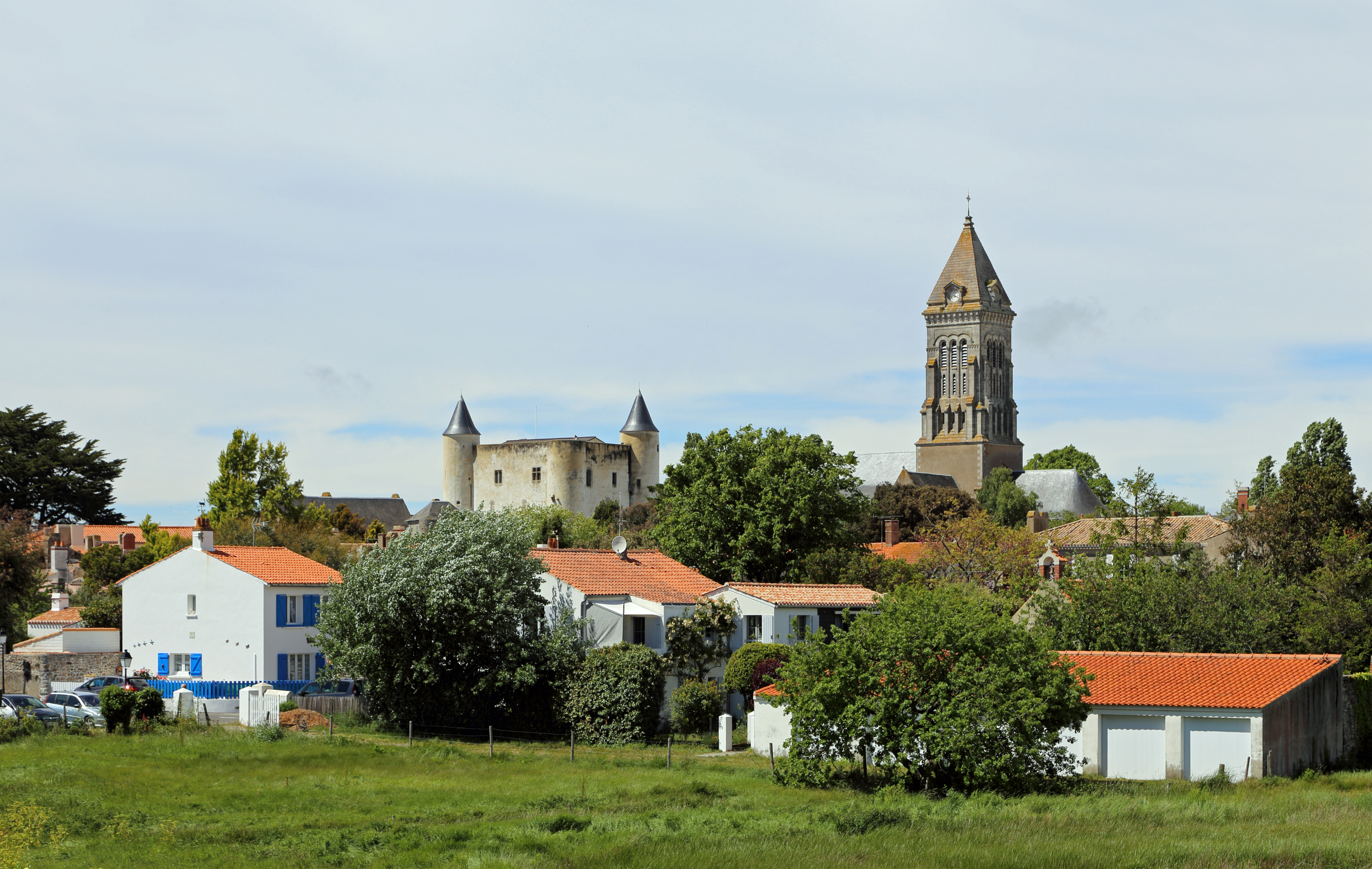
Noirmoutier-en-l'Île
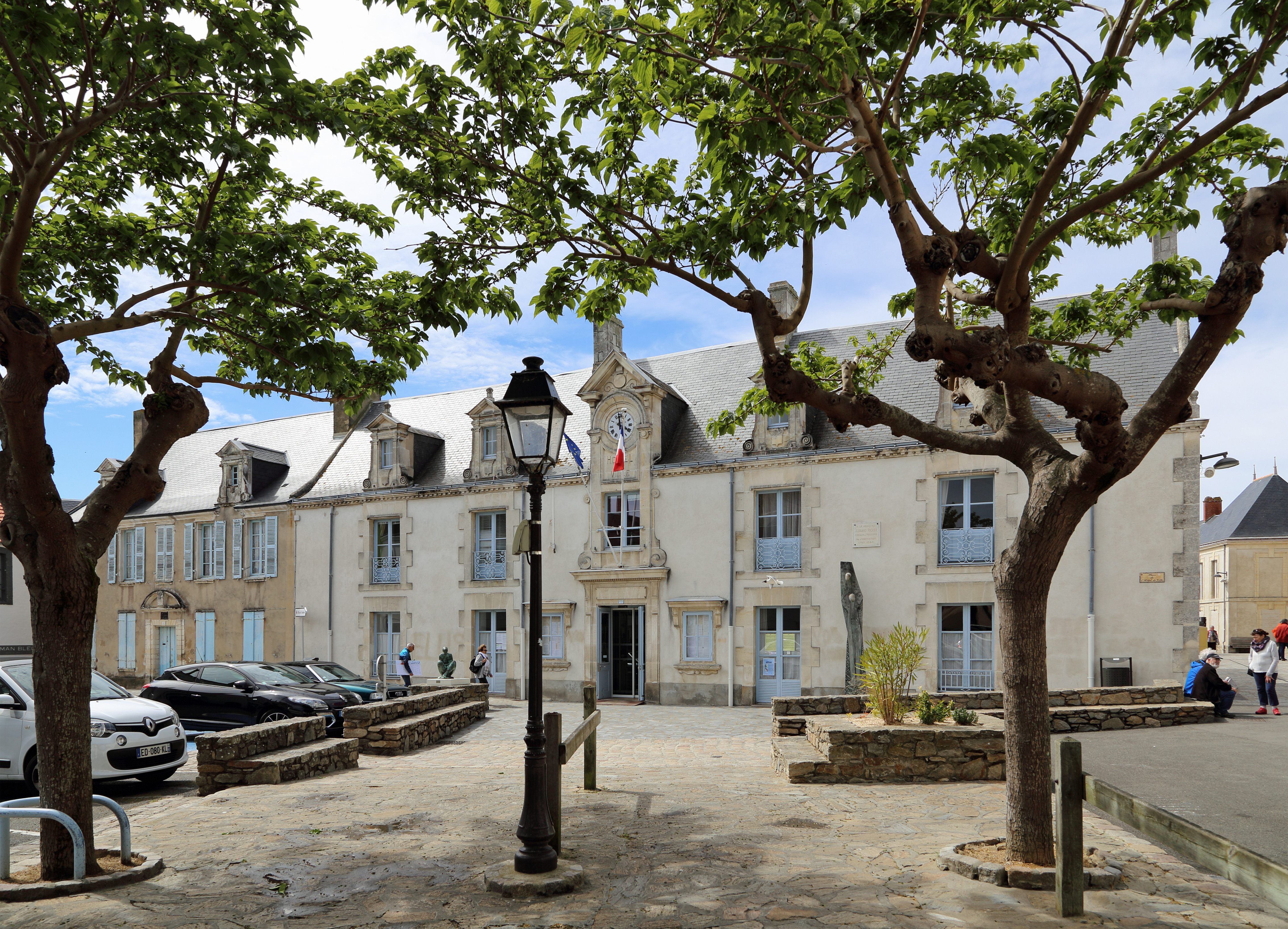
Place de l'Hôtel de Ville och rådhus
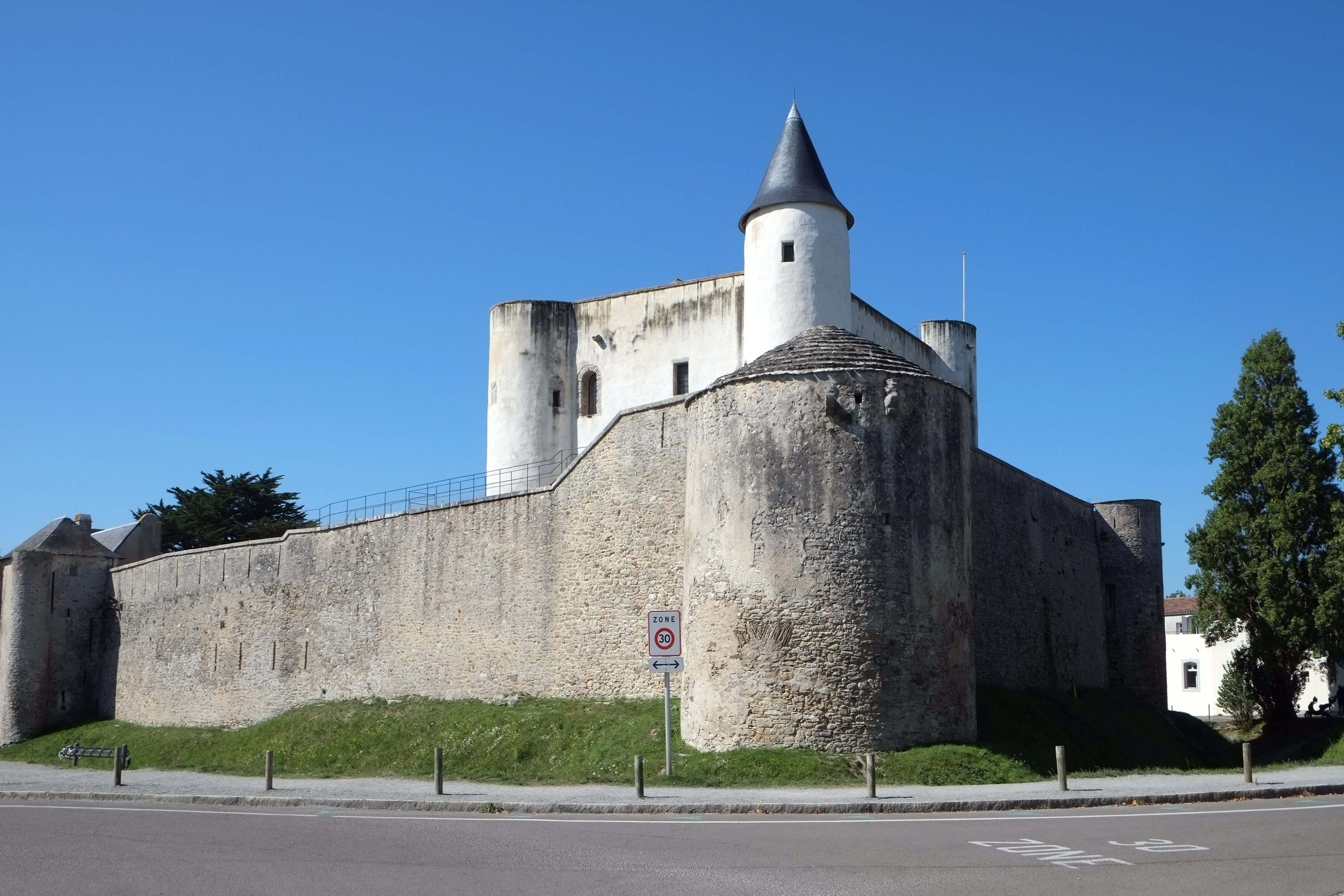
Slottet
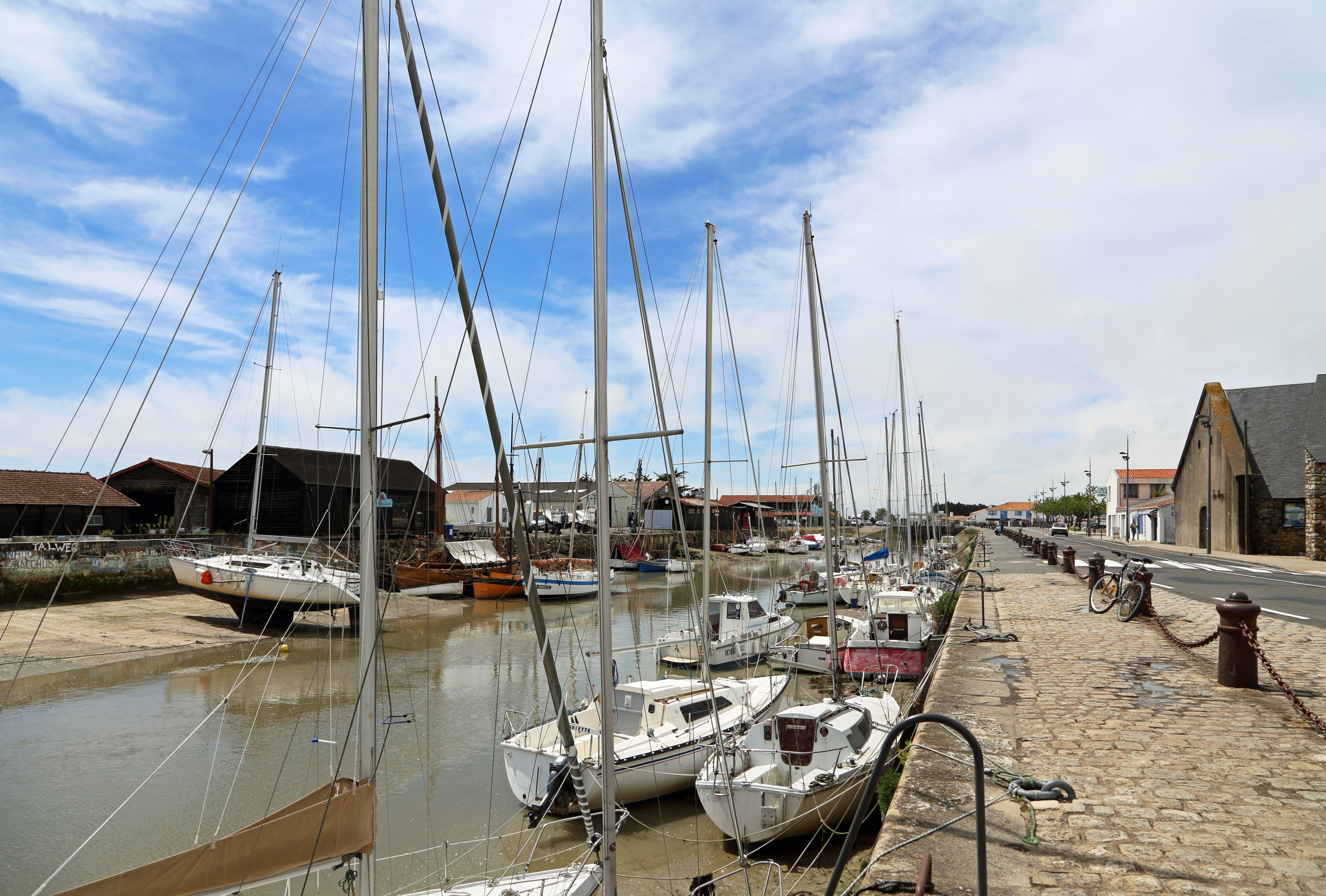
Hamn
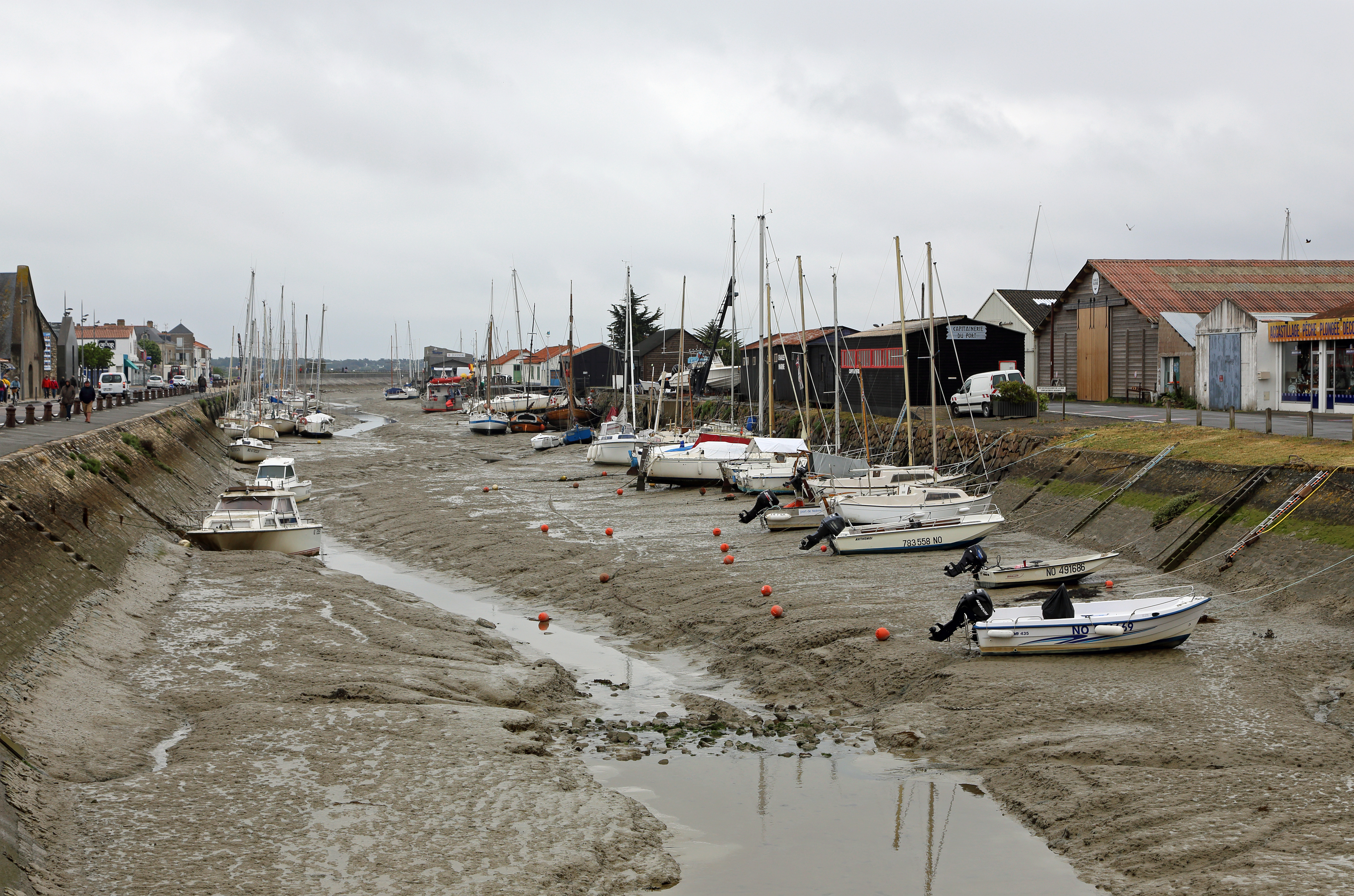
Hamn (lågvatten)
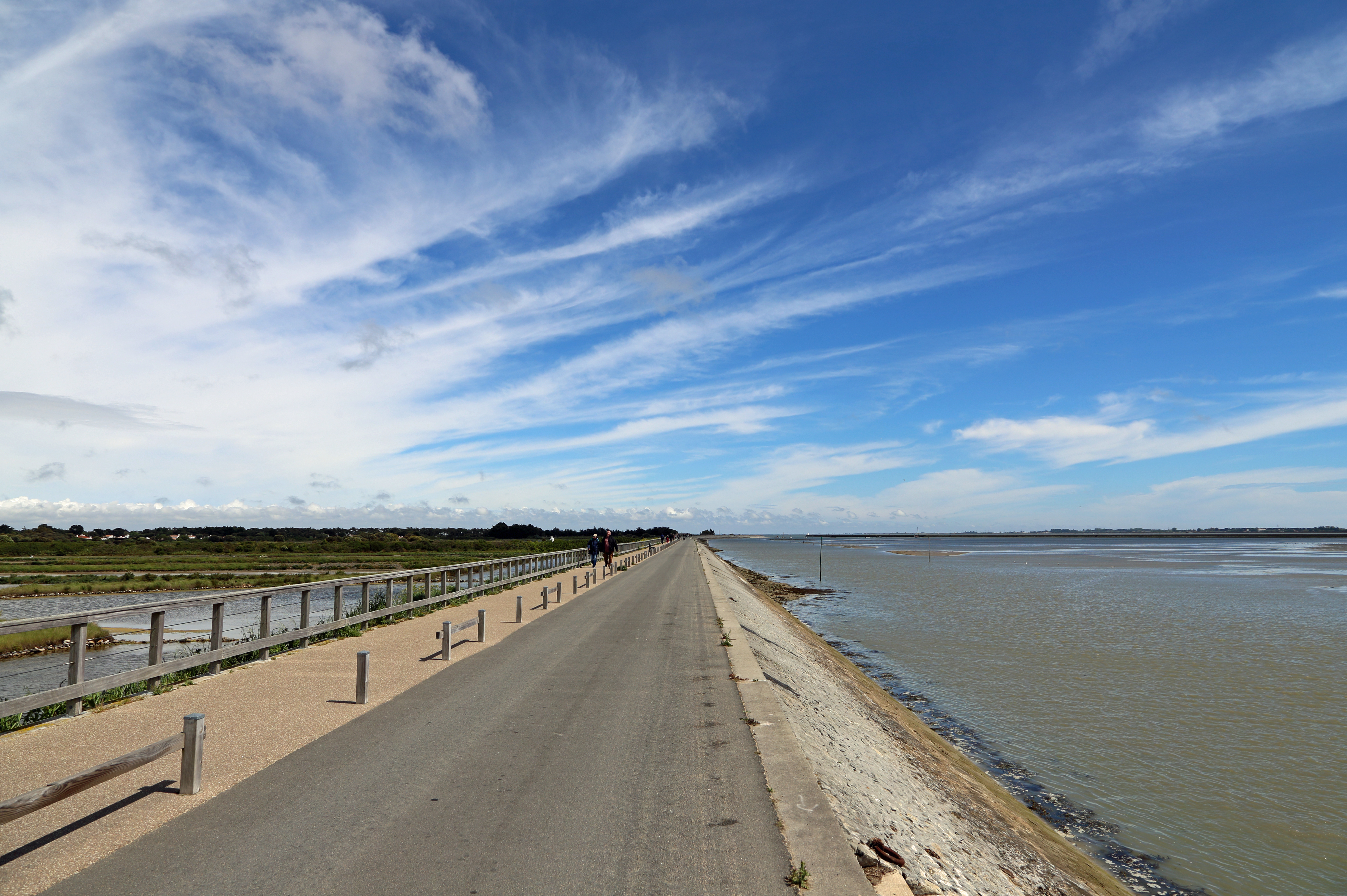
Jacobsenpir (Jetée Jacobsen)
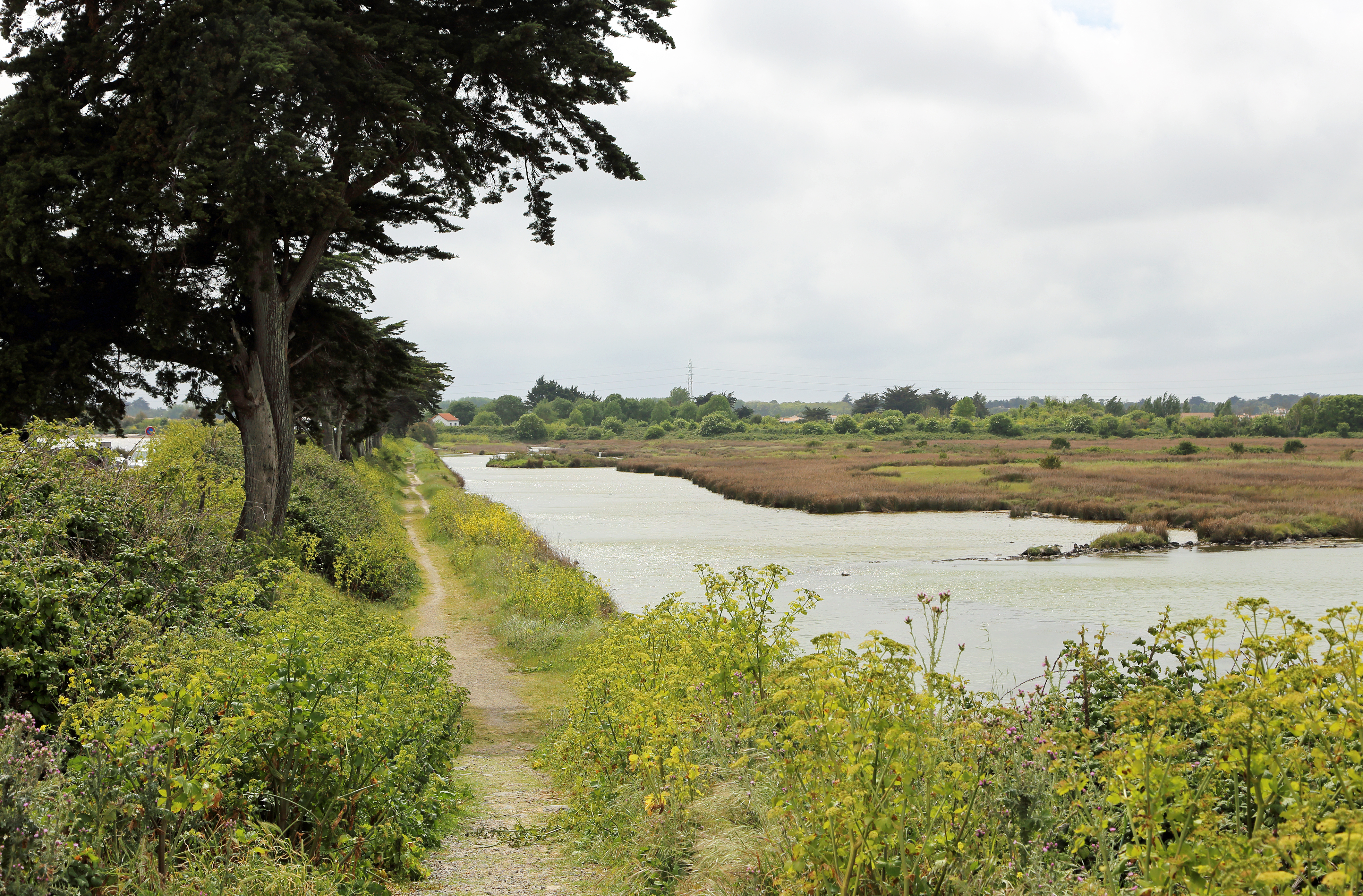
Polder de Sébastopol
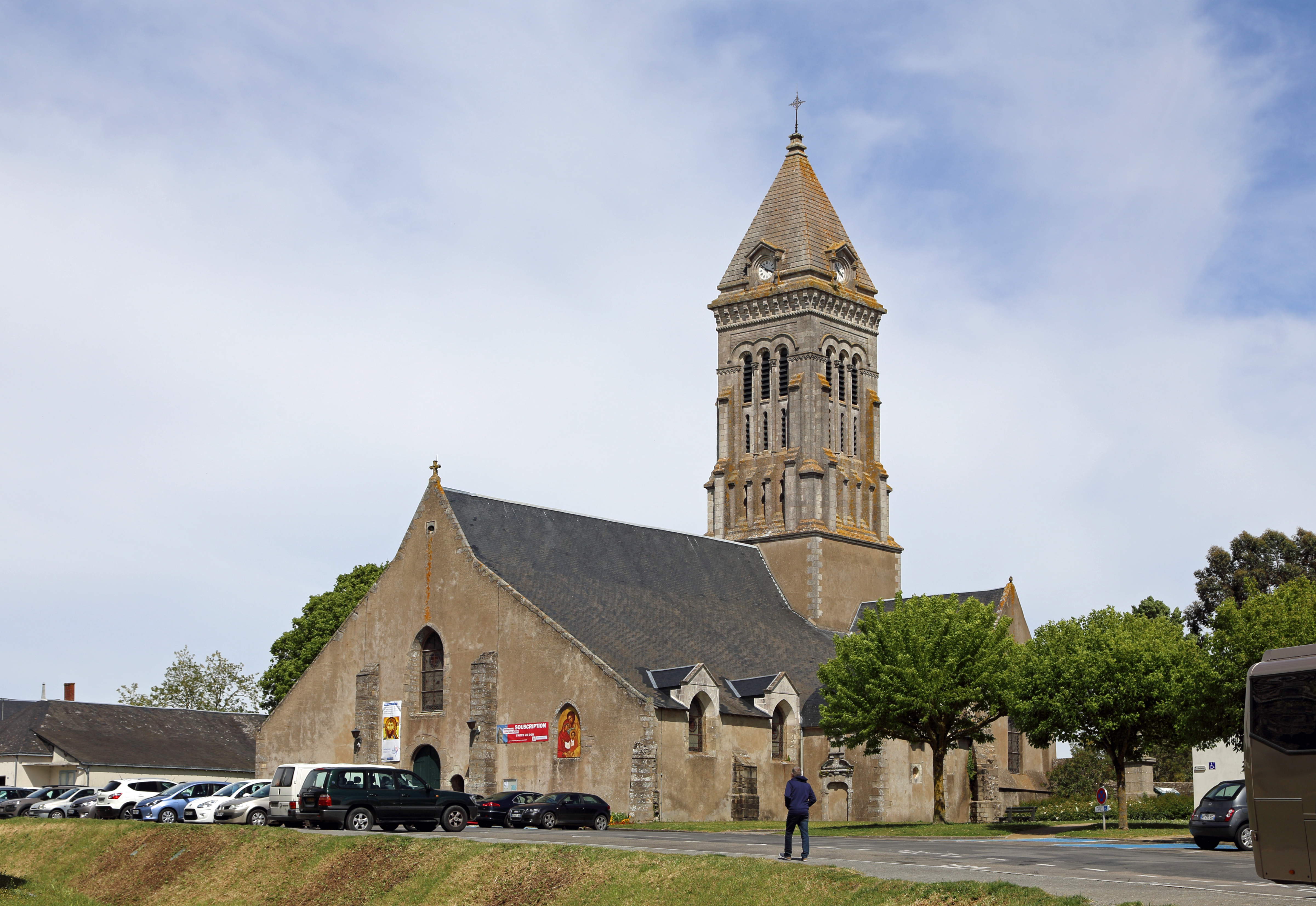
Saint-Philbert kyrka
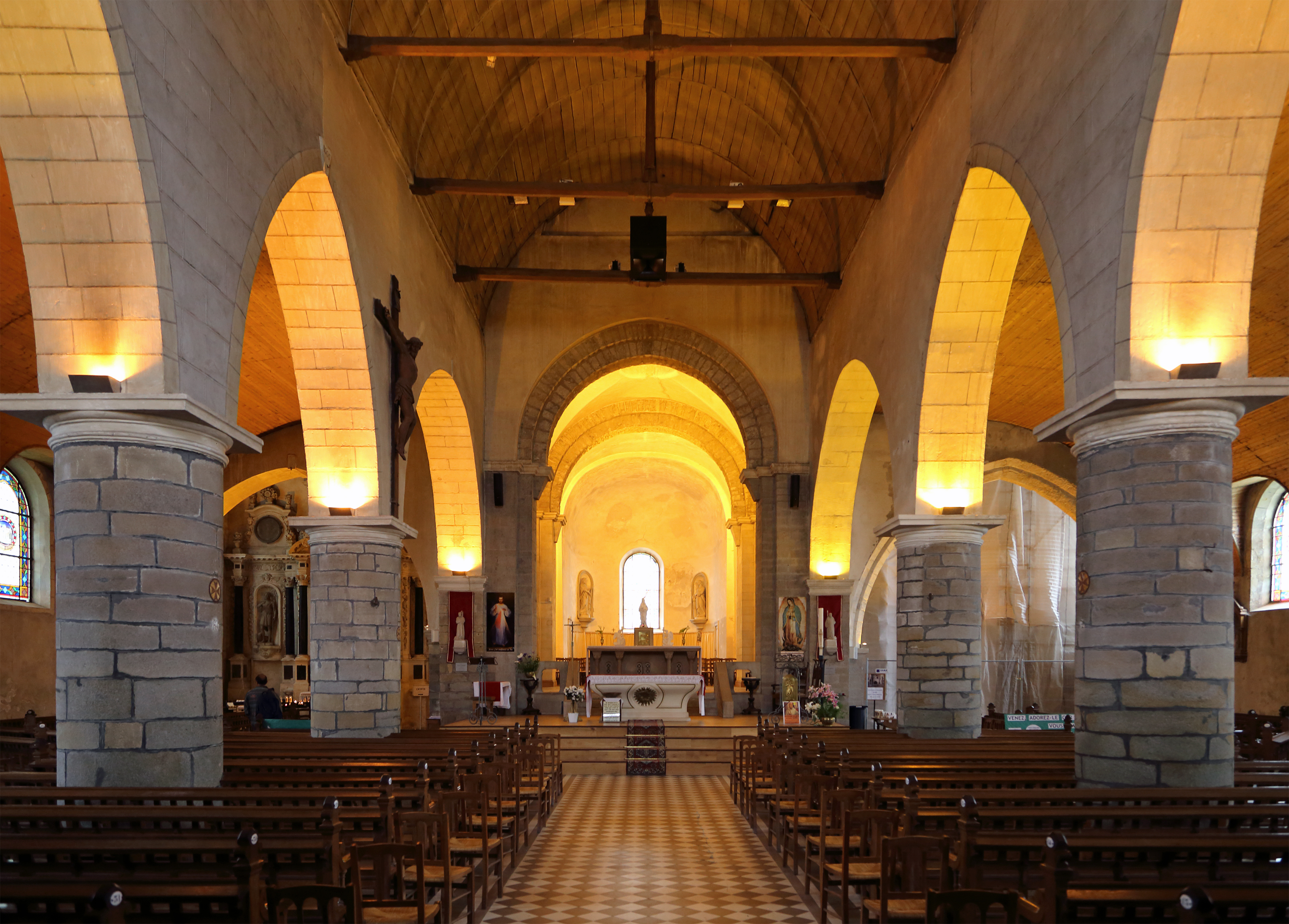
Saint-Philbert kyrka: inre ansikte